# Денисенко Яків Гордійович
Яків Гордійович Денисенко — учасником повстанського руху в часи Української революції, активний учасник становлення Медвинської республіки, один із найстарших державних діячів. Дідусь українського режисера та сценариста Володимира Денисенка.

## Життєпис
Яків Денисенко був власником водяного млина на річці Хоробра, яка протікає через Медвин. У роки Української революції був активним учасником повстанського руху — «міністром оборони» Медвинської республіки.